# شورای عالی زنان
شورای عالی زنان (SCW) نهاد مشورتی دولت بحرین در مورد مسائل زنان است. ریاست آن بر عهده شیخه سبیکه بنت ابراهیم آل خلیفه، همسر حمد بن عیسی آل خلیفه، پادشاه بحرین است. دبیرکل فعلی شورای عالی زنان حلا الانصاری است.
شورای عالی زنان برای ارتقای حقوق زنان در پادشاهی بحرین و مشارکت کامل زنان در جامعه تأسیس شد و در خط مقدم کمپین برای معرفی قانون یکپارچه وضعیت شخصی (حقوق زنان در بحرین) بوده‌است. همچنین مطالعات و پژوهش‌هایی در باره حقوق زنان را منتشر کرده‌است، برای هماهنگی کمپین‌ها با سایر گروه‌های حقوق زنان نیز کار کرده‌است و به دنبال تبلیغ نامزدهای زن برای انتخابات شهرداری و انتخابات عمومی سال ۲۰۰۶ بوده‌است. از جمله نامزدهای شرکت کننده در نظرسنجی سال ۲۰۰۶ که در ۲۶ نوامبر ۲۰۰۶ برگزار شد، دکتر منیره فخرو از شورا بود که از واد، با مرام مارکسیست حمایت می‌کرد.
دکتر ندى حفاظ، فعال سابق شورای عالی زنان به عنوان اولین وزیر زن کابینه بحرین منصوب شد. وی از سال ۱۳۸۳ تا ۱۳۸۶ وزیر بهداشت بود. چند نماینده دیگر نیز در شورای مشورتی عضویت دارند.

## اپوزیسیون سیاسی
به گفته لولوا العوادی، بزرگ‌ترین مانع برای حقوق زنان در بحرین، روحانیونی هستند که برای پیروان خود برنامه‌های سیاسی تعیین می‌کنند و به شدت با قانون خانواده و منشور ملی این پادشاهی مخالف هستند. خانم العوازی گفت که روحانیون شیعه به حضور زنان در انتخابات شهرداری اعتراض کردند زیرا عجیب است که ممکن است شبانه از آنها برای کمک به مشکل شهرداری و در نتیجه کمک به آنها فراخوانی شوند. و این زمان ممکن است برای زنان برای حضور دیر باشد. در نتیجه زنان او در موقعیت اخلاقی سازش‌آوری قرار می‌گیرد.

## انتقاد
غاده جمشیر، برجسته‌ترین فعال حقوق زنان در بحرین شورای عالی را به ممانعت از حقوق زنان در بحرین متهم کرد و آن را «کلیشه‌ای دولتی» خواند. او در بیانیه‌ای در دسامبر ۲۰۰۶ گفت: دولت از موضوع قانون خانواده به عنوان ابزار چانه زنی با گروه‌های اسلامی مخالف استفاده می‌کند. این امر از آنجا مشهود است که مقامات زمانی که می‌خواهند توجه را از سایر موضوعات بحث‌برانگیز سیاسی منحرف کنند، این موضوع را مطرح می‌کنند. در حالی که هیچ گام جدی برای کمک به تصویب این قانون برداشته نشده‌است، دولت و شورای ملی دست نشانده آن در چهار سال گذشته هیچ مشکلی در تصویب قوانین محدود کننده آزادی‌های اساسی نداشته‌اند. همه اینها به این دلیل است که هیچ‌کس در بحرین به کلیشه‌های دولتی و نهادهای دولتی مانند شورای عالی زنان اعتقاد ندارد. دولت از حقوق زنان به عنوان ابزاری تزئینی در سطح بین‌المللی استفاده کرد. سال‌ها شورای عالی زنان برای جلوگیری از تشکل‌های مردم نهاد زنان و ثبت اتحادیه‌های زنان مورد استفاده قرار گرفت. حتی زمانی که اتحادیه اخیراً به ثبت رسید، توسط قانون جوامع محدود شد.
کمیته طومار زنان در بیانیه‌ای در ماه مه ۲۰۰۷ خواستار انحلال شورای عالی زنان شد و دلیل آن ناکامی آن در «ساخت و حمایت از زنان بحرینی» بود. در ادامه خاطرنشان شد که «بیشتر زنان بر اساس وابستگی قبیله‌ای یا فرقه‌ای یا وفاداری شخصی به مقامات و برخی از اعضای دربار سلطنتی به موقعیت‌های تصمیم‌گیری دست یافتند.» در این بیانیه ادعا شد که شورای عالی زنان از منیره فخرو فعال زن برجسته در انتخابات سال ۲۰۰۶ حمایت نکرد و آگاهانه به علی صلاح از حزب اسلامگرای سلفی الإسلا اجازه پیروزی داد.